# Kumada-Kupplung
Die Kumada-Kupplung, auch Kumada-Corriu-Reaktion, ist eine Namensreaktion in der Organischen Chemie. Sie dient der Alkenylierung und Arylierung von Alkenyl- oder Arylhalogeniden oder -triflaten. Es handelt sich um eine metallkatalysierte Reaktion; als Katalysatoren werden Nickelverbindungen eingesetzt. Die Reaktion ist benannt nach Makoto Kumada (1920–2007), der eine der ersten Publikationen zu dieser Reaktion veröffentlichte.
Die Reaktion ist von präparativem Interesse, da im Gegensatz zu ähnlichen Reaktionen wie der Suzuki- oder der Stille-Kupplung sp3-hybridisierte Grignard-Reagenzien eingesetzt werden können, ohne {\displaystyle {\ce {\beta}}}-Hydrid-Eliminierungs-Nebenprodukte zu erhalten.

## Reaktionsmechanismus
Als Katalysator werden Nickelkomplexe meist mit Phosphanliganden, beispielsweise dppe oder dppp verwendet. Im ersten Schritt addiert sich das eingesetzte Bromid oder Triflat oxidativ an den Nickelkomplex. Anschließend findet eine Transmetallierung des eingesetzten Grignard-Reagenz von Magnesium auf Nickel statt, wobei Magnesiumbromid gebildet wird. Nach der nachfolgenden cis-trans-Isomerisierung erfolgt die Reduktive Eliminierung zwischen den organischen Resten, wodurch das Produkt freigesetzt und der Katalysator zurückgebildet wird.

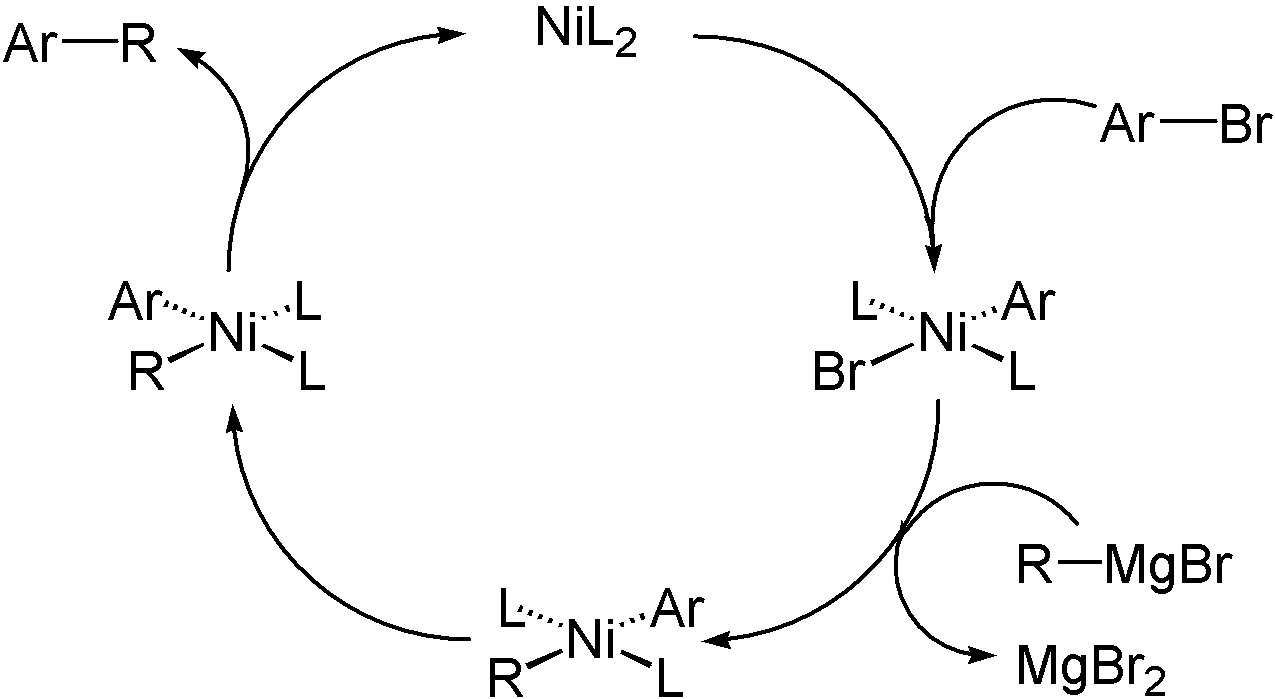
Katalysezyklus der Kumada-Kupplung. L = Ligand, Ar = Aryl, R = organischer Rest

Neben Nickelkatalysatoren können auch teurere Palladiumkomplexe eingesetzt werden.